# Scooby-Doo and the Alien Invaders
Scooby-Doo and the Alien Invaders (no Brasil: Scooby-Doo e os Invasores Alienígenas) é um filme de mistério e animação distribuído pela Warner Bros..

## Sinopse
Depois de serem perseguidos por alienígenas e irem parar a bordo de um OVNI, algo ainda mais esquisito e assustador acontece: Salsicha e Scooby se apaixonam perdidamente! A corrida para solucionar este caso intergaláctico, acaba levando a turma, de uma base secreta do governo, até misteriosas cavernas secretas subterrâneas.